# Keglevich Péter (horvát bán)
Keglevich Péter vagy Keglevics (horvátul Petar Keglević, teljes nevén Petar Keglević od Bužima) (1485 körül – 1554 vagy 1555?) horvát-szlavón bán Nádasdy Tamással együtt 1533 és 1554 között.
Családjának az észak-boszniai Buzsinban (ma Bužin) volt a birtoka, amit a törökök kipusztítottak. Édesapját Keglevich Simonnak hívták, édesanyja neve ismeretlen. Rajta kívül két testvére volt egy fiú és egy lány. Stresemley Borbálától született nyolc gyermeke közül az egyik, Keglevich Ferenc a topuszkói apátság feje volt.
1521-ben II. Lajos Jajca kapitányává és bánjává nevezte ki. A boszniai törökök két ostromát verte vissza a magyar–török háború alatt. Érdemeiért az elpusztult Buzsin helyett a király Fejérkőt adományozta neki.

1526-ban egy horvát csapattestet vezetett a mohácsi csatában, ahonnét megmenekült és visszatért Boszniába, de Gházi Huszrevvel szemben elvesztette Jajcát. Ezután I. Ferdinánd mellé állt és a magyar belháborúban mellette harcolt, először a Szapolyai-párti Frangepán Kristóf ellen.
1537-ben hosszabb szünet után Ferdinánd őt és Nádasdyt nevezte ki Horvátország-Szlavónia élére. 1541-ben Erdődi Simon zágrábi püspök zaklatt a városi káptalant, de Keglevich megvédte azt a főherceg parancsára. Ugyanebben az évben egyik veje halála révén az Ernuszt család vagyona az ő birtokába jutott, holott a törvény szerint ez a királyi kincstárt illette volna. Mivel nem volt hajlandó tágítani, ezért 1542-ben olyan törvényt hoztak, amelynek értelmében ha két hónapon belül az örökséget nem adja át, akkor és fő- és jószágvesztésre számíthat. Keglevich nem hátrált meg, de Zrínyi Miklós elfogta és Bécsbe küldte, ahol 1543-ig raboskodott.

Kiszabadulása után 1544-ben Otosác környékén sikeresen harcolt a betörő törökök ellen és elkobzott birtokait is visszakapta.
1550-ben fia apátságát állandóan zaklatta, emiatt ismét felszólítást kapott az országgyűléstől. További engedetlenségei miatt Ferdinánd parancsára erőszakkal pappá szentelték, de 1555-ben (horvát források szerint már az előző évben) meghalt az apátság falai között.